# Marino Facchin
Marino Facchin (ur. 20 lutego 1913 w Bagnolo di Po, zm. 29 maja 1979 w Genui) – włoski bokser, mistrz Europy.
Startując w Mistrzostwach Europy w Budapeszcie 1934 roku zdobył złoty medal w kategorii lekkiej. Na następnych Mistrzostwach w Mediolanie 1937 roku wywalczył w tej samej wadze brązowy medal.
Uczestniczył w Igrzyskach Olimpijskich w Berlinie 1936 roku, walcząc w kategorii lekkiej.